# Phyteuma michelii
Phyteuma michelii là loài thực vật có hoa trong họ Hoa chuông. Loài này được All. miêu tả khoa học đầu tiên năm 1785.